# Лавар (Изер)
Лавар (фр. Lavars) — коммуна во Франции, находится в регионе Рона — Альпы. Департамент коммуны — Изер. Входит в состав кантона Манс. Округ коммуны — Гренобль.
Код INSEE коммуны — 38208. Население коммуны на 2006 год составляло 127 человек. Населённый пункт находится на высоте от 484 до 1 080 метров над уровнем моря. Муниципалитет расположен на расстоянии около 520 км юго-восточнее Парижа, 125 км юго-восточнее Лиона, 38 км южнее Гренобля. Мэр коммуны — Alain hermile boudin, мандат действует на протяжении 2001—2008 гг.
Динамика населения (INSEE):